# Александр Ріньйо
Алекса́ндр Ріньйо́ (фр. Alexandre Rignault, повне ім'я — Александр Поль Ріньйо (фр. Alexandre Paul Rignault); 14 лютого 1901, Париж, Франція — 2 квітня 1985, Сен-Манде, Валь-де-Марн, Франція) — французький актор театру кіно та телебачення.

## Біографія та кар'єра
Александр Ріньйо народився 14 лютого 1901 року в Парижі. Починав свою акторську кар'єру в 1926 році в Театрі Єлисейських Полів (фр. Comédie des Champs-Elysées) під керівництвом Луї Жуве. Тут він зіграв ролі у постановках за творами Меріме, Миколи Гоголя, Жана Жироду та Жуля Ромена.
У 1931 році Ріньйо дебютував у кіно, зігравши одну з ролей у фільмі Жана Ренуара «Сука» з Мішелем Симоном у головній ролі. Відтоді за п'ятдесят з лишком років своє кінокар'єри зіграв ролі у понад 200 кіно-, телефільмах та серіалах.
Александр Ріньйо співпрацював з такими французькими кінорежисерами, як Марк Аллегре («Прекрасні днинки», 1935), Робер Верне («Граф Монте-Крісто: Едмон Дантес», «Граф Монте-Крісто: Відплата», 1943; «Фантомас проти Фантомаса», 1949, та ін.), Жульєн Дювів'є («Голова людини», 1933; «Марія Шапделен», 1934; «Бульвар», 1960, та ін.); грав також ролі у фільмах Віктора Турянського, Марселя Л'Ерб'є, Макса Офюльса, Анрі Декуена, Клода Отан-Лара, Жана Деланнуа, Жиля Гранж'є та ін. Серед партнерів актора по знімальному майданчику були Еме Кларіон, П'єр Ренуар, Марсель Ерран, Жан Маре, Симона Синьйоре, Фернандель, Жан Габен та інші видатні актори французького кіно.
З другої половини шістдесятих років Александо Ріньйо працював переважно для телебачення, знімаючись у численних телефільмах та серіалах.
Олександр Ріньйо помер 2 квітня 1985 року в Сен-Манде, Валь-де-Марн, у віці вісімдесяти чотирьох років. Похований на кладовищі Монпарнас (25-та ділянка) в Парижі.

## Фільмографія
- 1931 : Сука / La chienne — Ектор Лангелард
- 1933 : Голова людини / La tête d'un homme — Жозеф Орта
- 1933 : Денщик / L'ordonnance — Філіпп
- 1933 : Тисяча і друга ніч / La mille et deuxième nuit
- 1933 : Кнок, або торжество медицини / Knock, ou le triomphe de la médecine — перший хлопець
- 1934 : Ліліом / Liliom — Голлінджер
- 1934 : Фанатизм / Fanatisme
- 1934 : Будинок у дюнах / La maison dans la dune
- 1934 : Травнева ніч / Nuit de mai — Ґейзбергер
- 1934 : Марія Шапделен / Maria Chapdelaine — Етроп Ґаньон
- 1934 : Авантюрист / L'aventurier — Карл Немо, покупець
- 1934 : Жустін з Марселя / Justin de Marseille — Еспозіто
- 1935 : Злочин і кара / Crime et châtiment — Разуміхін
- 1935 : Екіпаж / L'équipage — коханець покровительки
- 1935 : Прекрасні днинки / Les beaux jours
- 1936 : Франсуа I / François Premier — Генріх VIII
- 1936 : Прокляті / Les réprouvés — Фаджіанеллі
- 1936 : Земля, яка помирає / La terre qui meurt — Матарен
- 1937 : Симфонія грабіжників / The Robber Symphony — шинкар / Чорний диявол
- 1937 : Південний поштовий / Courrier Sud — Юбер
- 1937 : Фонтани у вогні / Puits en flammes — майстер
- 1937 : Фортеця тиші / La citadelle du silence — голкіпер
- 1937 : Нельская вежа / La tour de Nesle — Ландрі
- 1937 : Пуританин / Le puritain — доктор О'Лірі
- 1937 : Трагедія імперії / La tragédie impériale — Блох
- 1938 : Жінка з кінця світу / La femme du bout du monde — Бурріс, хазяїн екіпажа
- 1938 : Дівчата з Рони / Les filles du Rhône
- 1938 : Паризьке кафе / Café de Paris — Ревійяк
- 1939 : Форт Долорес / Fort Dolorès — Сезар Россі
- 1939 : Північна традиція / La tradition de minuit — Ортільопті
- 1939 : Фаріне, або Золото в горах / Farinet ou l'or dans la montagne — Батист Рей
- 1939 : Примарний віз / La charrette fantôme — гігант
- 1940 : Небесні музиканти / Les musiciens du ciel — великий Жорж
- 1940 : Серенада / Sérénade — жандарм
- 1940 : Табір 13 / Campement 13 — Паскаль
- 1941 : Вольпоне / Volpone — капітан Леоне Корбаччо
- 1942 : Понкарраль, полковник імперії / Pontcarral, colonel d'empire — листоноша
- 1942 : Благодійник / Le bienfaiteur — начальник
- 1942 : Він приїхав у День усіх святих / Le voyageur de la Toussaint — Авріль
- 1943 : Граф Монте-Крісто: Едмон Дантес / Le comte de Monte Cristo, 1ère époque: Edmond Dantès — Кадрусс
- 1943 : Граф Монте-Крісто: Відплата / Le comte de Monte Cristo, 2ème époque: Le châtiment — Кадрусс
- 1943 : Північне сонце / Le soleil de minuit — Черенський
- 1943 : Малярія / Malaria — панотець Далмар
- 1943 : Секрет мадам Клапен / Le secret de Madame Clapain — сторож мисливських угідь
- 1943 : Адемаї — бандит честі / Adémaï bandit d'honneur — Фреддо
- 1943 : Паризькі таємниці / Les mystères de Paris — хазяїн школи
- 1943 : Торнавара / Tornavara — пастор
- 1943 : Вічне повернення / L'éternel retour — Моргольт
- 1943 : Людина з Лондона / L'homme de Londres — Керідан
- 1945 : Останнє метро / Dernier métro — Буржу
- 1945 : Таємниця Сен-Валя / Le mystère Saint-Val — Антуан
- 1945 : Рабулью / Raboliot — Фірма́ Турнаф'є
- 1946 : Крістіна одружується / Christine se marie — Арман, лісозаводчик
- 1946 : Капітан / Le capitan — Ринальдо
- 1946 : Мосьє Грегуар рятується / Monsieur Grégoire s'évade — Пауло, борець
- 1947 : Потік / Torrents — Бен Наполеон
- 1947 : Фантомас / Fantômas — комісар Жюв
- 1948 : Рюї Блаз / Ruy Blas — Гулатромба
- 1948 : Форт самотності / Fort de la solitude — Пей
- 1948 : Еміль африканський / Émile l'Africain — Ладіслас Стані
- 1948 : Спогади не продаються / Les souvenirs ne sont pas à vendre — Сансельмоз
- 1948 : Вескреслі боги / Les dieux du dimanche — Леон Тьєнін
- 1949 : Фантомас проти Фантомаса / Fantômas contre Fantômas — комісар Жюв
- 1949 : Небесний чародій / Le sorcier du ciel — Руффін
- 1949 : Мученик Буживаля / Le martyr de Bougival — інспектор Фуше
- 1950 : Тхір / Le furet
- 1950 : Прикордонна зона / Zone frontière — Веркаутер
- 1950 : Людина з Ямайки / L'homme de la Jamaïque — Рапаль
- 1951 : Андалузія / Andalousie — Панчо
- 1951 : Бібі Фрікотен / Bibi Fricotin — Тартазан
- 1951 : Пробачте мій французький / Pardon My French — Рондо
- 1951 : Найсимпатичніший гріх у світі / Le plus joli péché du monde — Ґрадю
- 1951 : Дуель в Дакарі / Duel à Dakar — Мартінзаль
- 1952 : Силач з Батіньоля / Le costaud des Batignolles — Le 'gorille
- 1952 : Жослін / Jocelyn — пастух
- 1952 : Ми всі вбивці / Nous sommes tous des assassins — жанжарм
- 1952 : У житті все влаштовується / Dans la vie tout s'arrange
- 1952 : Три тузи / Brelan d'as
- 1952 : П'єдалю творить чудеса / Piédalu fait des miracles
- 1952 : Свято Генрієтти / La fête à Henriette — батько Генріетти
- 1953 : Каприз дорогої Кароліни / Un caprice de Caroline chérie — насильник
- 1953 : Повернення Дона Камілло / Le retour de Don Camillo — Франческо «Неро» Галліні
- 1954 : П'єдалю-депутат / Piédalu député — кюре
- 1954 : Червоне і чорне / Le rouge et le noir — батько Жульєна Сореля
- 1956 : Пригода Жиля Бласа / Una aventura de Gil Blas — хазяїн готелю
- 1956 : Пригоди Тіля Уленшпігеля / Les aventures de Till L'Espiègle — селянин
- 1957 : Салемські чаклунки / Les sorcières de Salem — Віллард
- 1957 : Щаслива дорога / The Happy Road — лісоруб
- 1957 : Здрастуй молодість / Bonjour jeunesse — кузен
- 1957 : Чужі дружини / Pot Bouille — Гур
- 1958 : Леді та її машина / Madame et son auto — Гужю
- 1958 : Клара і лиходії / Clara et les méchants — охоронець
- 1958 : Дивні феномени / Drôles de phénomènes — аббат Пегра
- 1959 : Набережна ілюзій / Quai des illusions
- 1959 : Горбань / Le bossu — шинкар
- 1959 : Очі без особи / Les yeux sans visage — інспектор Паро
- 1960 : Марія з островів / Marie des Isles
- 1960 : Барон де Л'Еклюз / Le baron de l'écluse — доглядач шлюзу
- 1960 : Стара гвардія / Les vieux de la vieille — фермер
- 1960 : Бульвар / Boulevard — L'entraîneur de boxe
- 1961 : Дон Камілло, монсеньйор / Don Camillo monsignore… ma non troppo — Фаґу
- 1962 : Нерадісний дзвін / Carillons sans joie
- 1962 : Скорпіон / Le scorpion — комісар Ульріх
- 1962 : Джентльмен із Епсома / Le gentleman d'Epsom — Шарло
- 1962 : Король гори / Le roi des montagnes
- 1964 : Анжеліка, маркіза ангелів / Angélique, marquise des anges — Гійом Lützen
- 1965 : Третя молодість / Третья молодость (La Nuit des adieux) — Біґорне, друг дому
- 1966 : Сплячий вартовий / La sentinelle endormie — Сільван
- 1966 : Без паніки / Pas de panique — Блез
- 1971 : Усе що стосується кохання / Aussi loin que l'amour
- 1972 : Яйце / L'oeuf — дядько Еміль
- 1972 : Оса — не дурна / Pas folle la guêpe
- 1974 : Чорний четвер / Les guichets du Louvre — сусід
- 1975 : Фамільні коштовності / Les bijoux de famille — Едмон, дідусь
- 1975 : Потрібно жити небезпечно / Il faut vivre dangereusement
- 1975 : Номер два / Numéro deux — дідусь
- 1976 : У літній тіні / À l'ombre d'un été
- 1977 : Диявол у коробці / Le diable dans la boîte — Le président Lelong
- 1978 : Рай багатіїв / Le paradis des riches — Віктор
- 1978 : Американський професор / Un professeur d'américain — літній чоловік
- 1979 : Балкон у лісі / Un balcon en forêt — ветеран селянин
- 1979 : Знамениті пригоди барона Мюнхаузена / Les fabuleuses aventures du légendaire Baron de Munchausen — озвучування
- 1979 : Безмовне місто / La ville des silences
- 1980 : Мій американський дядечко / Mon oncle d'Amérique — дідусь Жана
- 1980 : Не хвилюйся, це зцілення / T'inquiète pas, ça se soigne — Корбуччі
- 1982 : Чи є французи в залі? / Y a-t-il un Français dans la salle? — Дядько Євсевій
- 1982 : Нерозсудливість / L'indiscrétion — мосьє Nucera
- 1983 : Друг Венсана / L'ami de Vincent — Рауль
- 1984 : Партнери / Partenaires — Реймон Мальре

Ролі на телебаченні
- 1950 : Гравці / Les joueurs (т/ф)
- 1958—1996 : За останні п'ять хвилин / Les cinq dernières minutes — Натоль (т/с)
- 1960—1968 : Молодіжний театр / Le théâtre de la jeunesse — Величезний (т/с)
- 1962 : Інспектор Леклерк розслідує / L'inspecteur Leclerc enquête — Адріан (т/с)
- 1965 : Царство за кролика / Mon royaume pour un lapin — полковник (т/ф)
- 1970 : Вікно / La fenêtre — комісар (т/ф)
- 1971 : Квентін Дорвард / Quentin Durward (т/с)
- 1971 : Дерев'яний будинок / La maison des bois — Біро (т/с)
- 1971 : Прусак / Le prussien — нотаріус (т/ф)
- 1972 : Диявольський басейн / La mare au diable — Метаяр (т/ф)
- 1972 : Фігаро тут, Фігаро там / Figaro-ci, Figaro-là — Caron, le père de Beaumarchais (т/ф)
- 1972 : Луї / Lui — командир (т/ф)
- 1972 : Прокляті королі / Les rois maudits — Робер граф Клермонський (т/с)
- 1973 : П'єр і Жан / Pierre et Jean — Босір (т/ф)
- 1975 : Салавін / Salavin — Сюро (т/ф)
- 1975 : Дама світанку / La dame de l'aube — дідусь (т/ф)
- 1979 : Великі змови: державний переворот 2 грудня / Les grandes conjurations: Le coup d'état du 2 décembre — Бішерель (т/ф)
- 1979-* 1982 : Перша камера / Caméra une première — Бойовик М. (т/с)
- 1980 : Аеропорт: чартерний літак 2020 / Aéroport: Charter 2020 — Жак, пасажир (т/ф)
- 1980 : Шагренева шкіра / La peau de chagrin — Жонатас (т/ф)
- 1982 : Дика качка / Le canard sauvage — мосьє Верле, власник заводу (т/ф)
- 1983-* 1984 : Романтичне кохання / Les amours romantiques — (2 епізоди, 1983) (т/с)
- 1983 : Дід Мороз і син / Père Noël et fils (т/ф)
- 1984 : Жак-фаталіст і його адвокат / Jacques le fataliste et son maître (т/ф)
- 1985 : Шатовайон / Châteauvallon — Грегор Кавалик (т/с)

## Вибрані ролі в театрі
- 1926 : Перевезення Благословенних таїнств Проспера Меріме, постановка Луї Жуве, Театр Єлисейських Полів
- 1927 : Ревізор Миколи Гоголя, постановка Луї Жуве, Театр Єлисейських Полів
- 1929 : Амфітрон 38 Жана Жироду, постановка Луї Жуве, Театр Єлисейських Полів
- 1933 : Інтермеццо Жана Жироду, постановка Луї Жуве, Театр Єлисейських Полів
- 1938 : Корсар Марселя Ашара, постановка Луї Жуве, театр Атеней
- 1945 : Лоренцаччо Альфреда де Мюссе, постановка Гастона Баті, Театр Монпарнас
- 1962 : Заручник Поля Клоделя, постановка Бернара Женні, Театр В'ю-Коломб'є
- 1962 : Гарячий хліб Поля Клоделя, постановка Бернара Женні, Театр В'ю-Коломб'є
- 1963 : Заручник Поля Клоделя, постановка Бернара Женні, Театр Селестина
- 1965 : Вороги Максима Горького, постановка П'єра Дебаша, театр Нантер-Амандьє
- 1969 : Тартюф Мольєра, постановка Бернара Женні, Театр В'ю-Коломб'є
- 1969 : Цей божевільний Платонов за Чеховим, постановка Бернара Женні, Театр В'ю-Коломб'є
- 1969 : Вакханки Евріпіда, постановка Жана-Луї Таміна, Театр на заході Парижа, Авіньйонський фестиваль
- 1970 : Сніг був брудний Жоржа Сіменона, постановка Робера Оссейна адаптація Реймона Руло, Театр Селестина